# كيان جزيئي

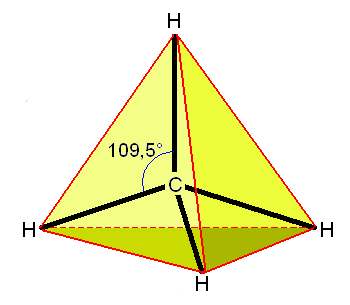

الكيان الجزيئي حسب الكتاب الذهبي  الصادر عن الاتحاد الدولي للكيمياء البحتة والتطبيقية (IUPAC) عبارة عن أي وحدة كيميائية متمايزة عن غيرها من حيث الارتباط الكيميائي أو وجود نظير من الذرات أو الجزيئات أو الأيونات أو الأزواج الأيونية أو الجذور الكيميائية أو الأيونات الجذرية أو المعقدات الكيميائية أو المتصاوغات وغير ذلك من الأنواع الكيميائية ذات الكيان الكيميائي المستقل. 
يستخدم مصطلح الكيان الجزيئي بشكل عام بغض النظر عن طبيعته ومصدره، وذلك من أجل التعبير بدقة عن أي نوع من الجسيمات الكيميائية أثناء شرح ظاهرة كيميائية. يعتمد مقدار الدقة في وصف الكيانات الجزيئية على سياق النص. على سبيل المثال، يستخدم مصطلح الكيان الجزيئي لوصف الذرات والجزيئات والأيونات الداخلة في تفاعل كيميائي. 
يعد مصطلح النوع الكيميائي مرادف أكبر وأشمل من الكيان الجزيئي، ويشير عادة إلى مجموعات وتشكيلات الكيانات الجزيئية.